# チルチク
チルチク（ウズベク語: Chirchiq, Чирчиқ、ロシア語: Чирчик）はウズベキスタン・タシュケント州の都市である。首都タシュケントより32km北東、大チムガンを含むチャトカル山脈の麓にあり、付近にはチャトカル川、チルチク川が流れる。推定人口14万人。Chirchikと表記されることもある。

## 概要
ソビエト連邦統治下の1935年にチルチク川における水力発電所建設の際に設立された。都市名は「騒がしい」を意味し、チャトカル川、チルチク川の水量の多さより名付けられた。
第二次世界大戦後には、第360収容地区（グラーグ）が設置され、シベリア抑留を受けた日本人捕虜が移送、収容された。
主な産業は農業であり、野菜や、メロン、ぶどうを含む果物を生産している。また、街の工場では集団農場用の化学肥料や、合金、農業用機械、化学工業用機械の生産が行われており、硝酸アンモニウムなどの化学肥料の生産については国内最大量を誇る。生産を行なっているスペインの「マシャム社 (MAXAM)」との合資企業「JSCマシャム・チルチク (Joint Stock Company Maxam-Chirchiq)」は国際的な賞も受賞しており、化学肥料をCIS諸国の他、ヨーロッパ、アメリカ合衆国、ラテンアメリカ諸国、オーストラリアなど世界中に輸出している。
チルチクはタシュケント州における冬季のレクリエーションの中心地である。市付近の「ウズベキスタンのスイス」と呼ばれるチムガンというスキー場には、12月から3月までロシアや中央アジアより多くの観光客が訪れ、春季以降はロッククライマーが多く訪れる。また、市付近を流れるチルチク川はタシュケント州の他の都市への重要な飲料水の供給源となっている。

## 人口構成
ウズベク人が主に居住している。少数民族は割合の多い順に、キルギス人、タジク人、ロシア人、ウクライナ人、アルメニア人、タタール人、高麗人、ユダヤ人、カザフ人が住んでいる。

## 教育機関
- チルチク社会経済大学
- メディカル・カレッジ
- インダストリアル・カレッジ

## 出身人物
- セルヴェル・ジェパロフ (1982- ) - ウズベキスタン代表サッカー選手

## ギャラリー

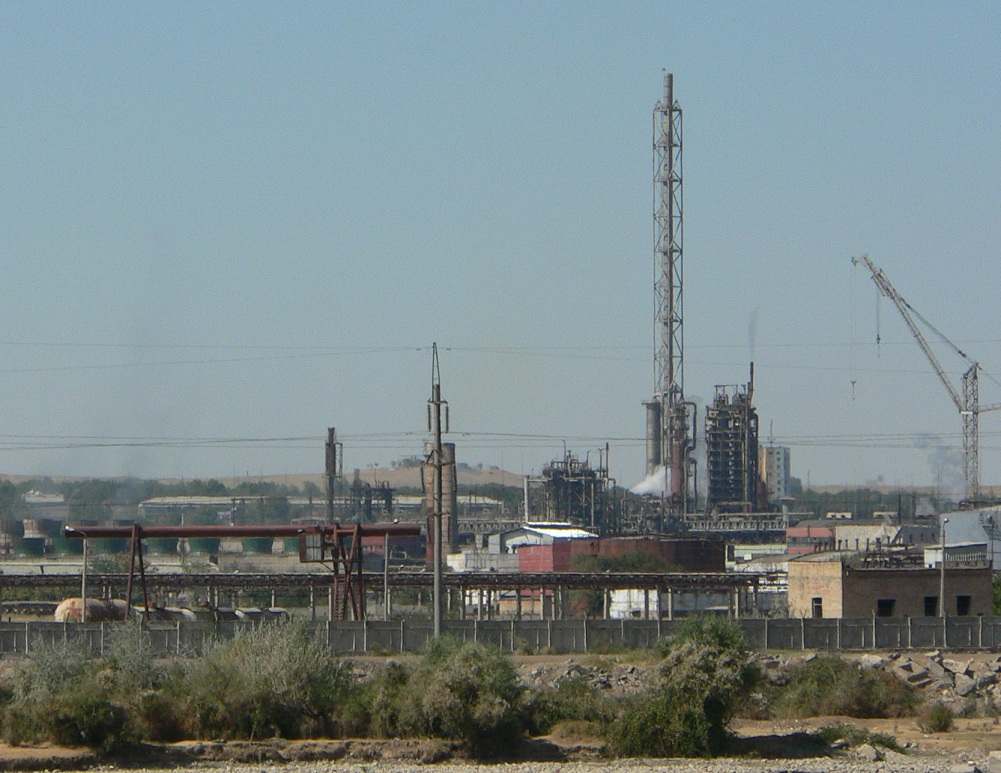
チルチクの化学工場
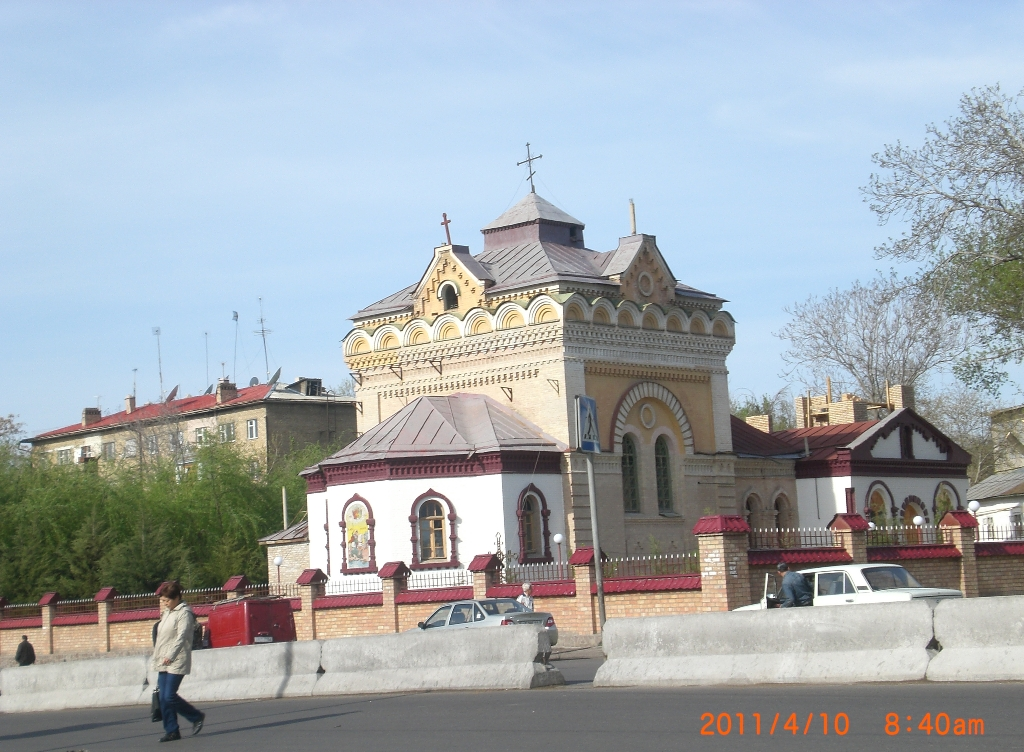
正教会の教会
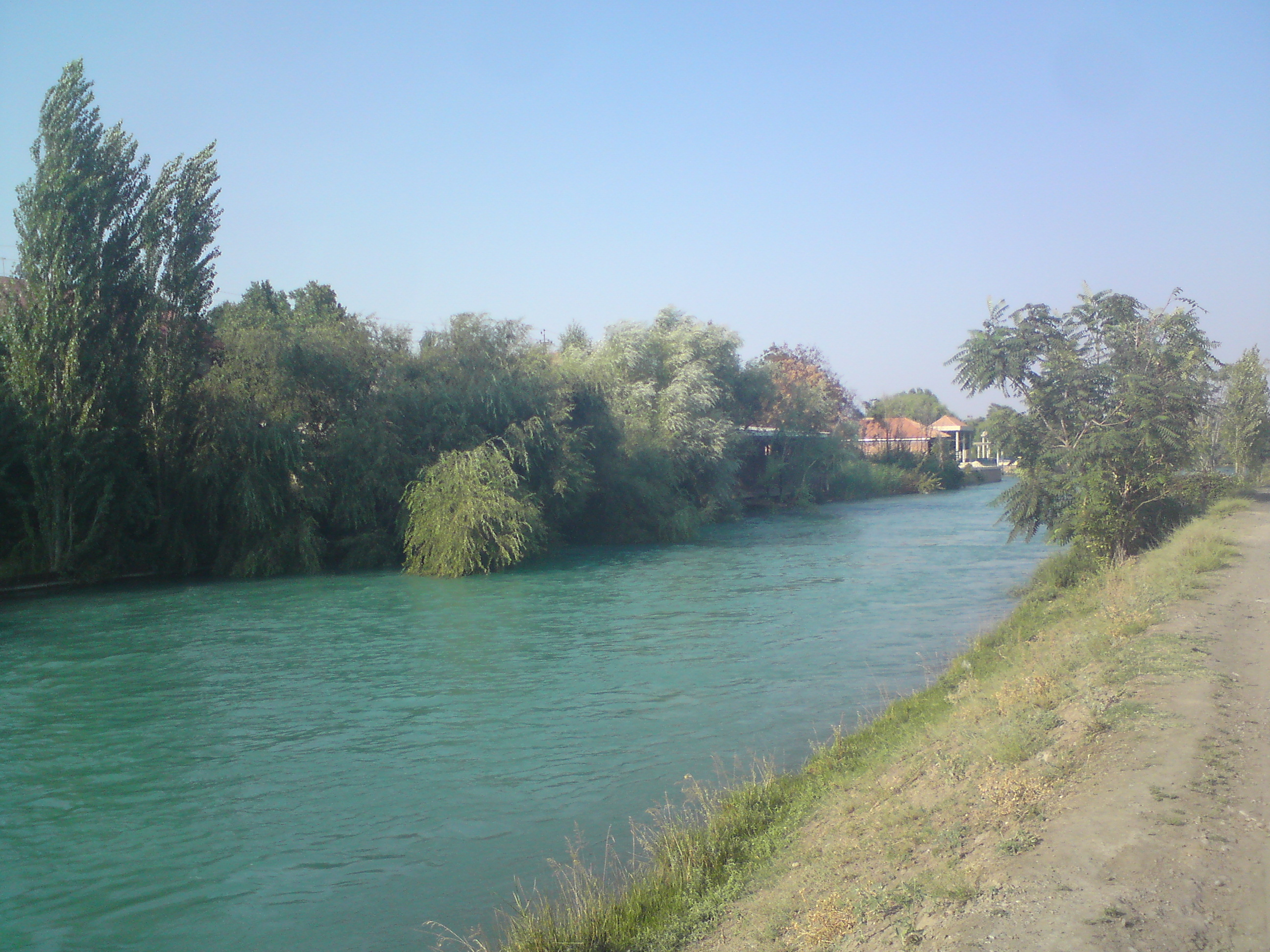
付近を流れるチルチク川